# The Organ Pipes
The Organ Pipes är ett berg i Antarktis. Det ligger i Västantarktis. Argentina och Storbritannien gör anspråk på området. Toppen på The Organ Pipes är 1 743 meter över havet.
Terrängen runt The Organ Pipes är huvudsakligen lite bergig. Trakten är obefolkad. Det finns inga samhällen i närheten.